# Ivan Mauger
Ivan Gerald Mauger, född 4 oktober 1939 i Christchurch, död 16 april 2018 i Gold Coast i Queensland i Australien, var en speedwayförare från Nya Zeeland.
Han vann individuella VM 6 gånger. Vid sin sista VM-final, 1979, som han vann, var han nästan 40 år gammal. 1970 erhöll han en guldpläterad motorcykel från två amerikaner sedan han vunnit sin tredje VM-titel i följd.